# Psoriasisfonden
Psoriasisfonden är den största bidragsgivaren till forskning kring psoriasis och psoriasisartrit i Sverige.
Psoriasisfonden grundades 1973 genom penninggåvor från enskilda personer, föreningar och företag. Fonden ska främja vetenskaplig forskning och lämnar bidrag till ändamål som syftar till att förbättra livsvillkoren för dem som har psoriasis.
Psoriasisfonden stödjer vetenskapliga projekt som syftar till att öka kunskapen om psoriasis och psoriasisartrit, psoriasissjukas levnadsvillkor och utveckla bättre behandlingsmetoder. Genom Psoriasisfonden tillför Psoriasisförbundet medel till forskning samtidigt som man sprider information om forskning och forskningsresultat.